# Lev Atamanov
Lev Atamanov (Moszkva, 1905. február 21. – Moszkva, 1981. február 12.) örmény származású szovjet rajzfilmrendező.

## Életpályája
1926-ban Lev Vlagyimirovics Kulesov tanítványaként szerezte meg diplomáját. Az 1920-as évek végén J. Merkulov társaságában tűnt fel mint rendező-tervező. 1938-ban Jerevánban dolgozott (Kutya és kandúr, 1938).
A folklorisztikus elemeket alkalmazó szovjet rajzfilmiskola egyik vezéralakja, a Szojuzmult stúdió munkatársa volt. Főként gyermekek részére dolgozott.

## Filmjei
- Éjszakai riadó (1928)
- Negyven szív (1931)
- Utcán keresztül (1931)
- Kutya és kandúr (1938, 1955 II. változat)
- Varázsszőnyeg (1948)
- A sárga gólya (1950)
- A bíborvörös virág (1952)
- Arany antilop (1954)
- A jégkirálynő (1957)
- A tavasz útja (1959)
- Elbeszélés az idegen festékről (1961)
- Tréfák (1963)
- A pásztorlány és a kéményseprő (1965)
- Virágcsokor (1966)
- Balerina a hajón (1970)